# Asyndetus melanopselaphus
Asyndetus melanopselaphus är en tvåvingeart som beskrevs av Stackelberg 1952. Asyndetus melanopselaphus ingår i släktet Asyndetus och familjen styltflugor. Inga underarter finns listade i Catalogue of Life.